# الحكاية فيها منة (فلم)
الحكاية فيها منة فيلم مصري إنتاج عام 2009.
اسم الفيلم مستوحىً من المقولة الشعبية "الحكاية فيها إنَّ.." التي تشير إلى الشك والربية من أمر ما.

## قصة الفيلم
تدور أحداث الفيلم حول شاب يأمل في دخول كلية الاقتصاد والعلوم السياسية لتحقيق حلمه في أن يصبح سياسياً كبيراً، ولكن يمنعه من ذلك عمل والده الحلاق، ويقابل بشرى التي تترك أهلها لبعض الظروف العائلية وتعيش مع أسرة الحلاق، وتنشأ بينهم قصة حب نتيجة لتشابه ظروفهم الاجتماعية.

## الممثلون
- إيساف
- بشرى
- عايدة رياض
- لطفي لبيب
- محمد السعدني
- منى ممدوح
- بدرية طلبة
- نادية العراقية
- إيمان السيد
- لارا صبري
- جمال حجازي
- أيمن إسماعيل
- كريم المصري
- متولي علوان

## وصلات خارجية
- مقالات تستعمل روابط فنية بلا صلة مع ويكي بيانات